# فابيان لوستينبيرغر

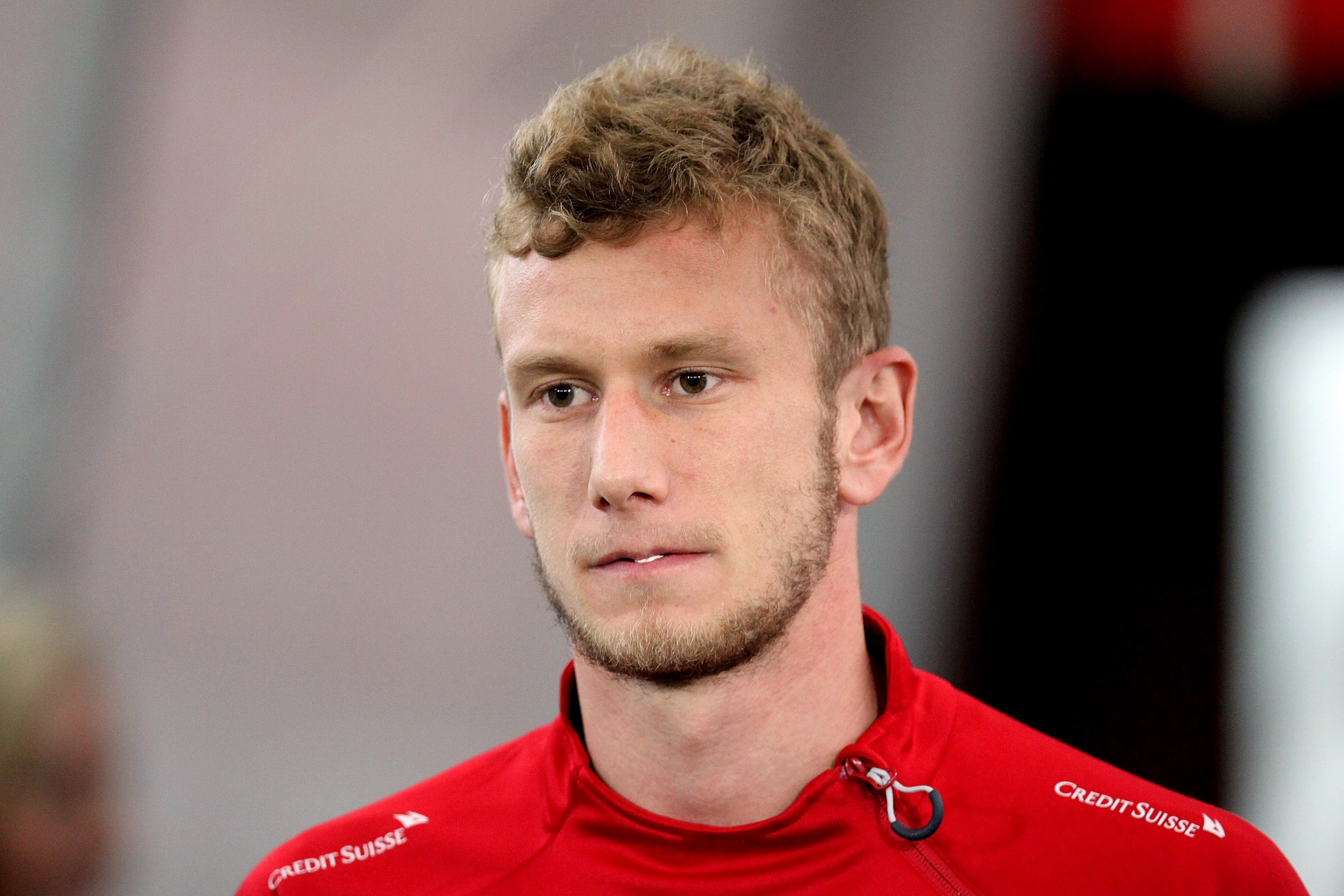

فابيان لوستينبيرغر (مواليد 2 مايو 1988 في نيبيكون - سويسرا) لاعب كرة قدم سويسري يلعب حاليا لصالح نادي الدرجة الأولى هرتا برلين الألماني منذ 2007 في مركز الوسط المدافع .

## روابط خارجية
- فابيان لوستينبيرغر على موقع الاتحاد الأوربي (الإنجليزية)
- فابيان لوستينبيرغر على موقع إي إس بي إن إف سي (الإنجليزية)
- فابيان لوستينبيرغر على موقع قاعدة بيانات كرة القدم.إي يو (الإنجليزية)
- فابيان لوستينبيرغر على موقع بيانات كرة القدم. دي إي (الألمانية)
- فابيان لوستينبيرغر على موقع ناشيونال فوتبول تيمز (الإنجليزية)
- فابيان لوستينبيرغر على موقع Soccerway.com (الإنجليزية)
- فابيان لوستينبيرغر على موقع عالم كرة القدم.نت (الإنجليزية)
- فابيان لوستينبيرغر على موقع AS.com (الإسبانية)